# Vuelo 106 de TWA
El vuelo 106 de Trans World Airlines fue un vuelo regular de pasajeros desde Phoenix (Arizona) a Chicago (Illinois), en Estados Unidos. El 27 de noviembre de 1971, el Boeing 727 que realizaba el vuelo fue secuestrado por tres hombres armados y prófugos en la escala que realizaba en el Aeropuerto Internacional Sunport en Albuquerque (Nuevo México), quienes luego hicieron volar el avión a La Habana, Cuba.

## Aeronave y tripulación
La aeronave que servía el vuelo del incidente era un Boeing 727-100, matrícula N854TW.Los miembros de la tripulación del vuelo 106 eran todos de Kansas City, Missouri. La tripulación se formaba por el capitán John B. McGhee, el primer oficial Robert M. Clark y el ingeniero de vuelo John M. McFarland. También había tres auxiliares de vuelo. A bordo del avión viajaban cuarenta y cinco pasajeros.

## Los hechos
El 8 de noviembre de 1971, Ralph Goodwin, de 24 años, originario de Berkeley (California), Michael Albert Finney, de 20 años, de Oakland, y Charles Hill, de 21 años, de Albuquerque (Nuevo México) –todos miembros de la República de Nueva África, una organización separatista negra– fueron detenidos en un sedán Ford Galaxie alquilado, cargado con armas para la organización, por el oficial de la Policía Estatal de Nuevo México Robert Rosenbloom, en la Interestatal 40, unas 8 millas (12,9 km) al oeste de Albuquerque, por una infracción de tránsito. Durante la parada, uno de los hombres le disparó y mató al oficial Rosenbloom. Al día siguiente, el sedán fue encontrado abandonado y contenía armas de fuego y material para bombas. Luego, los tres hombres fueron objeto de una persecución en todo el estado. Temiendo represalias en un momento en que la pena capital todavía era legal en Nuevo México, los tres hombres se escondieron en el desierto durante diecinueve días, haciendo planes para escapar mientras evadían a "250 agentes del orden". Según Hill, “teníamos que irnos al exilio, así que [decidimos secuestrar] un avión”. Los tres hombres inicialmente planearon huir a África.
En la mañana del 27 de noviembre, Vic Dugger, propietario de un negocio y conductor de una grúa en Albuquerque, recibió una llamada por un vehículo averiado en una residencia de Southeast Heights. Cuando llegó a la dirección que le habían dado, uno de los tres hombres estaba parado en la carretera agitando los brazos. Los tres hombres procedieron a secuestrar la grúa con Dugger todavía en su interior, mediante una pistola calibre .45, y le ordenaron que los llevara al aeropuerto Internacional Sunport y posteriormente hasta un Boeing 727 de TWA estacionado en la plataforma del aeropuerto, donde procedieron a secuestrar el avión. Más tarde, Dugger identificó a los tres secuestradores como los sospechosos del asesinato del oficial Rosenbloom.
Los secuestradores abordaron el avión donde se enfrentaron al residente local y trabajador de TWA, Ronald Simpson. En un momento, uno de los hombres le preguntó a Simpson si "alguna vez había estado en Cuba". Simpson respondió que nunca había estado en Cuba y afirmó que "hay una primera vez para todo". Simpson estaba repostando combustible en el avión en ese momento, por lo que los secuestradores le permitieron salir después de que este les explicara que tenía que desconectar el camión de reabastecimiento de combustible del avión para poder despegar.
Los secuestradores ordenaron al capitán McGhee que volara a La Habana, Cuba. Originalmente planeaban volar a África con una escala para repostar combustible en Atlanta (Georgia), pero cuando McGhee indicó que el avión no tenía el alcance suficiente para un vuelo intercontinental, decidieron volar a Cuba. El avión aterrizó en Tampa (Florida), desde donde se permitió a los pasajeros salir. Los secuestradores exigieron que se repostara nuevamente el avión, a pesar de que se les informó a estos que el avión tenía suficiente combustible para un viaje de ida y vuelta a La Habana. A continuación, el avión despegó con los secuestradores y los seis miembros de la tripulación a bordo. Cuando el vuelo aterrizó en La Habana, los que iban a bordo fueron detenidos. La tripulación regresó a Estados Unidos al día siguiente mientras el Primer Ministro cubano Fidel Castro le concedía asilo político a los secuestradores.

## La vida en Cuba
Ralph Goodwin se ahogó en 1973 y Michael Finney murió de cáncer de garganta en 2005. Charles Hill solicitó entrenamiento militar para luchar con los revolucionarios en África, pero su solicitud fue denegada por el gobierno cubano. En cambio, se le asignó trabajo cortando caña de azúcar, haciendo construcción, administrando una tienda de ropa y otros "trabajos serviles". Uno de sus supervisores era el hermano de Fidel Castro, Ramón Castro Ruz, de quien Hill comentó: "fue bueno con nosotros, se aseguró de que siempre estuviéramos bien alimentados". Hill se casó dos veces en Cuba y tiene dos hijos allí. En 2015, Hill fue entrevistado por la prensa después de dos años de intento de contacto mientras vivía en Cuba.  El continuo autoexilio de Hill en Cuba ha sido citado como un obstáculo para mejorar las relaciones entre Cuba y Estados Unidos.